# Néa Lámpsakos
Néa Lámpsakos (Nea Lampsakos) är en ort i Grekland.   Den ligger i prefekturen Nomós Evvoías och regionen Grekiska fastlandet, i den östra delen av landet, 50 km norr om huvudstaden Aten. Néa Lámpsakos ligger 4 meter över havet och antalet invånare är 2 196. Den ligger på ön Euboia.
Terrängen runt Néa Lámpsakos är platt åt sydväst, men åt nordost är den kuperad. Havet är nära Néa Lámpsakos åt sydost. Runt Néa Lámpsakos är det ganska tätbefolkat, med 134 invånare per kvadratkilometer. Närmaste större samhälle är Chalkída, 3,7 km nordväst om Néa Lámpsakos. Trakten runt Néa Lámpsakos består till största delen av jordbruksmark.